# Leszek Motyka
Leszek Jacek Motyka – polski fizyk, profesor nauk ścisłych i przyrodniczych.

## Życiorys
W 1996 r. ukończył studia fizyczne na Uniwersytecie Jagiellońskim, w 1998 r. obronił pracę doktorską pt. Exclusive Production of Charmonia in Photon-proton and Photon-photon Collisions at High Energies, której promotorem był prof. Kacper Zalewski, w 2008 r. habilitował się. W 2021 r. uzyskał tytuł profesora nauk ścisłych i przyrodniczych. Został zatrudniony na Uniwersytecie Jagiellońskim.
Jest zastępcą przewodniczącego Rady Dyscypliny Naukowej - Nauk Fizycznych UJ, oraz członkiem Komitetu Fizyki PAN.